# 国清寺跡
国清寺跡（こくせいじあと）は、秋田県能代市に存在した華厳宗の寺院・国清寺の跡。

## 概要
国清寺は、1504年（永正元年）頃、安東忠季によって創建された檜山安東氏の菩提寺であったが、安東氏（当時は秋田氏）が常陸国へ転封されたため、廃された。東北大学附属図書館に所蔵されている「秋田盛季宛秋田実季書状」には、国清寺は忠季の法名であり忠季の父政季の法名である長亨寺と合わせ、秋田山龍穏院として建立されたことが記載されている。
現在、跡地とされる場所にはイチョウの木一本のみが残り、周囲は水田になっている。1980年、檜山安東氏城館跡の一部として国の史跡に指定された。また、近隣の多宝院本堂には、国清寺から移されたと伝わる唐様の古扉が残されている。
なお、菅江真澄は著書『秋田風土記』の中で、能代市仁井田の倫勝寺が国清寺の跡であると記している。二つの寺とも在天文龍の開山と伝えられているが、倫勝寺が国清寺跡であったかは定かではない。

## 所在地
- 秋田県能代市檜山字蟹沢

## 交通アクセス
- JR東日本 奥羽本線・五能線東能代駅から車で15分